# Homer H. Dubs
Homer Hasenpflug Dubs (28 març 1892 – 16 agost 1969) va ser un sinòleg i erudit estatunidenc. Encara que és més conegut per la seva traducció de seccions del Llibre de Han de Ban Gu, va publicar en una àmplia gamma de temes en la història antiga, l'astronomia i la filosofia de la Xina. Va créixer a la Xina com a fill de missioners, va tornar als Estats Units i es va doctorar en filosofia (1925). Va ensenyar a la Universitat de Minnesota i el Marshall College abans de dur a terme el projecte de traducció de Han shu a instàncies del Consell Americà de Societats Cultes. Posteriorment, Dubs va ensenyar a la Universitat de Duke, Universitat de Colúmbia i el Seminari de Hartford. El 1947, Dubs es va traslladar a Anglaterra per assumir la Càtedra de xinès a la Universitat d'Oxford, que havia estat vacant des de 1935. Es va retirar el 1959 i es va quedar a Oxford fins a la seva mort el 1969.

## Publicacions
- Hsüntze: The Moulder of Ancient Confucianism. Probsthain's Oriental Series 15. London, 1927.
- (trans.) The Works of Hsüntze. Probsthain's Oriental Series 16. London,1927.
- Rational Induction: An Analysis of the Method of Science and Philosophy. Chicago: The University of Chicago Press, 1930.
- (trans.) The History of the Former Han Dynasty. 3 vols. Baltimore: Waverly, 1938–55. Digitized text. (Digitized text does not retain volume or page numbers and alters Dubs' footnote numbering.) Glossary. Arxivat 2008-12-04 a Wayback Machine.
- "Did Confucius Study the Book of Changes?" T'oung Pao 25 (1928): 82-90.
- "The Failure of the Chinese to Produce Philosophic Systems." T'oung Pao 26 (1929): 96-109.
- "'Nature' in the Teaching of Confucius." Journal of the American Oriental Society 50 (1930): 233-37.
- "A Comparison of Greek and Chinese Philosophy." Chinese Social and Political Science Review 17.2 (1933): 307-27.
- "Solar Eclipses During the Former Han Period." Osiris 5 (1938): 499-532.
- "The Victory of Han Confucianism." Journal of the American Oriental Society 58 (1938): 435-39.
- "Wang Mang and His Economic Reforms." T'oung Pao 35 (1940): 219-65.
- "An Ancient Military Contact Between Romans and Chinese." American Journal of Philology 42 (1941): 322-30.
- A Roman Influence Upon Chinese Painting." Classical Philology 38 (1943): 13–19.
- "An Ancient Chinese Mystery Cult." 'Harvard Theological Review' 35 (1942): 221-40.
- (with Robert S. Smith) "Chinese in Mexico City in 1635." "The Far Eastern Quarterly" 1.4 (1942): pp. 387–389.
- "A Military Contact Between Chinese and Romans in 36 B.C." T'oung Pao 36 (1942): 64-80.
- "The Political Career of Confucius." Journal of the American Oriental Society 66 (1946): 273-82.
- "The Reliability of Chinese Histories." Far Eastern Quarterly 6.1 (1946): 23-43.
- "Taoism." In H. F. MacNair, ed. China. United Nations Series. Berkeley: University of California Press, 1946: 266-89.
- "The Beginnings of Alchemy." Isis 38 (1947): 62-86.
- "The Date of Confucius' Birth." Asia Major (new series) 1.2 (1949): 139-46.
- "The Date of the Shang Period." T'oung Pao 40.4-5 (1951): 323-35.
- "Mencius and Sun-dz on Human Nature." Philosophy East and West 6 (1956): 213-22.
- A Roman City in Ancient China. China Society Sinological Series 5.London, 1957.
- "The Beginnings of Chinese Astronomy." Journal of the American Oriental Society 78 (1958): 295-300.
- "The Archaic Royal Jou Religion." T'oung Pao 46 (1958): 217-59.
- "Han 'Hill Censers.'" In Søren Egerod, and Else Glahn. Studia Serica Bernhard Karlgren Dedicata. Sinological Studies Dedicated to Bernhard Karlgren on His Seventieth Birthday, October Fifth, 1959. Copenhagen: E. Munksgaard, 1959, 259-64.